# Der Ja-Sager
Der Ja-Sager ist eine US-amerikanische Filmkomödie aus dem Jahr 2008, bei der Peyton Reed Regie führte und Jim Carrey die Hauptrolle spielt. Der Film basiert auf einer wahren Begebenheit sowie auf dem Buch The Yes Man des schottischen Autors Danny Wallace.

## Handlung
Carl ist ein geschiedener Mann mittleren Alters, der in Los Angeles lebt und sein Geld als Kreditberater verdient. Er vermeidet soziale Kontakte, um seiner Exfrau Stephanie mit ihrem neuen Freund nicht zu begegnen, und ignoriert dabei auch die Anrufe seiner Freunde. Carl trifft auf Nick, einen früheren Kollegen, der sich anscheinend komplett geändert hat. Dieser empfiehlt Carl ein Motivationsseminar. Carl vergisst an diesem Tag die Verlobungsfeier seines besten Freundes Peter. Daraufhin entscheidet sich Carl, das Motivationsseminar zu besuchen, bei dem er vom Guru Terrence Bundley öffentlich auf seine Probleme angesprochen wird. Eingeschüchtert schwört er sich, dass er nicht mehr „Nein“, sondern nur noch „Ja“ sagen wird.
Nach dem Seminar fragt ihn ein Obdachloser, ob Carl ihn mitnehmen könnte. Carls Instinkt will „Nein“ sagen, aber Nick erinnert ihn, dass die richtige Antwort „Ja“ ist. Am Ziel angekommen, fragt der Obdachlose nach dem Geld in Carls Brieftasche, das Carl ihm widerwillig gibt. Als Carl daraufhin feststellt, dass er keinen Sprit mehr im Tank hat, läuft er zu einer Tankstelle, an der er Allison trifft. Sie hat Mitleid mit ihm und fährt ihn mit ihrem Motorroller zu seinem Wagen zurück.
Ermutigt von ihrer Spontanität und seinem neu gefundenen Sinn für Möglichkeiten, fragt Carl sie rhetorisch, ob sie knutschen wollen, da er denkt, dass sie „Nein“ sagen wird, jedoch küsst sie ihn. Nach diesem Erlebnis sagt Carl zu allem und jedem „Ja“. Als er im Beruf eine Beförderung erhält, weil er zustimmt, auch samstags zu arbeiten, geht er mit seinen Freunden feiern. Als Carl dann noch zusagt, seiner älteren Nachbarin zu helfen, die ihm verspricht, ihn dafür sexuell zu entlohnen, bricht er seinen Schwur und sagt „Nein“. Daraufhin passieren ihm in kürzester Zeit einige Missgeschicke, sodass er zur Nachbarin zurückkehrt und sein „Nein“ zurücknimmt.
Er nutzt daraufhin jede Gelegenheit, „Ja“ zu sagen, und nimmt Flugstunden, lernt koreanisch und Gitarre spielen. Das „Ja“-Sagen funktioniert dabei immer zu Carls Vorteil. Erstmals geht er auf ein Konzert, zu dem er zuvor Einladungen immer abgelehnt hat. Es stellt sich heraus, dass Allison die Lead-Sängerin ist. Obwohl die Band sonderbar klingt und das Publikum spärlich ist, ist Carl doch von Allisons Spontanität und ihren Eigenarten angetan. Allison und Carl fangen daraufhin an, sich zu treffen.
In der Bank stimmt Carl von nun an jedem Kredit zu, der auf seinen Tisch kommt. Diese scheinbar gewagte Herangehensweise beim Verleihen von Geld bringt ihm eine Beförderung als Vorstand im Gebiet der Mikrokreditvergabe. Carl kann durch sein neu erlerntes Gitarrenspiel einen Mann vom Selbstmord abhalten.
Als die Beziehung von Carl und Allison gedeiht, treffen sich die beiden auf dem Flughafen zu einem spontanen Wochenendausflug. Dabei fragt Allison Carl, ob er bei ihr einziehen will. Carl zögert, sagt schließlich doch zu. Als Carl für den Rückflug einchecken will, wird er von FBI-Agenten verhaftet. Diese haben den Verdacht, dass Carl ein Terrorist sei, da er Flugstunden genommen habe, Koreanisch lernt sowie einen Kredit für eine Düngemittelfirma zugesagt, eine persische Frau getroffen und spontan Flugtickets gekauft hat.
Carl ruft Peter an, der nicht nur sein bester Freund, sondern zugleich auch sein Anwalt ist. Dieser reist zu Carl und erklärt dem FBI, dass Carl kein Terrorist sei und sein seltsamer Lebensstil damit zu erklären ist, dass er zu allem „Ja“ sagt. Dies hört auch die anwesende Allison und zweifelt fortan, ob Carls Hingabe immer ehrlich war. Sie erfährt von seiner Ehe und deren Scheidung, die er ihr gegenüber nie erwähnt hat. Daraufhin entscheidet sie ungeachtet Carls Gefühle, dass sie einem Mann, der sich verpflichtet hat, immer „Ja“ zu sagen, nicht vertrauen kann. Allison verlässt Carl am Flughafen, der erfolglos versucht, Kontakt zu ihr herzustellen.
Als Carl begreift, dass Allison sich von ihm getrennt hat, ruft seine Ex-Frau Stephanie an, deren Freund mit ihr Schluss gemacht hat. Carl will sie trösten, Stephanie wünscht sich die „alten“ Zeiten zurück. Daraufhin sagt er „Nein“ und sein Glück verschwindet.
Aus Verzweiflung sucht Carl Terrence Bundley auf, damit dieser ihn von dem „Ja“-Schwur erlösen möge. Carl versteckt sich dazu auf dem Rücksitz von Bundleys Cabrio und spricht ihn während der Fahrt an. Bundley erschrickt und fährt in ein entgegenkommendes Auto. Carl wacht einige Stunden später im Krankenhaus auf, um vom wütenden Bundley zu erfahren, dass es niemals einen Schwur gab und er nie gezwungen war, zu allem „Ja“ zu sagen. Seine Intention war es lediglich, Carl auch andere Möglichkeiten zu zeigen, und nicht, ihm die Fähigkeit zu nehmen, „Nein“ zu sagen, wenn es erforderlich sei. Von dieser Hemmung befreit, fährt er zu Allison und entschuldigt sich bei ihr. Er sagt ihr, dass er vorerst nicht mit ihr zusammenziehen will, sie aber liebt und nicht nur deshalb mit ihr zusammen war, weil er nicht „Nein“ sagen konnte.
Carl und Allison verteilen gemeinsam aus einem Lkw eine umfangreiche Kleiderspende an einer Ausgabestelle für Obdachlose. Bundley erstarrt bei seinem nächsten großen Auftritt, weil sein komplettes Publikum nackt ist, da sie alle nicht „Nein“ sagen konnten und die gesamte Kleidung an Carl und Allison gespendet haben.

## Hintergrund

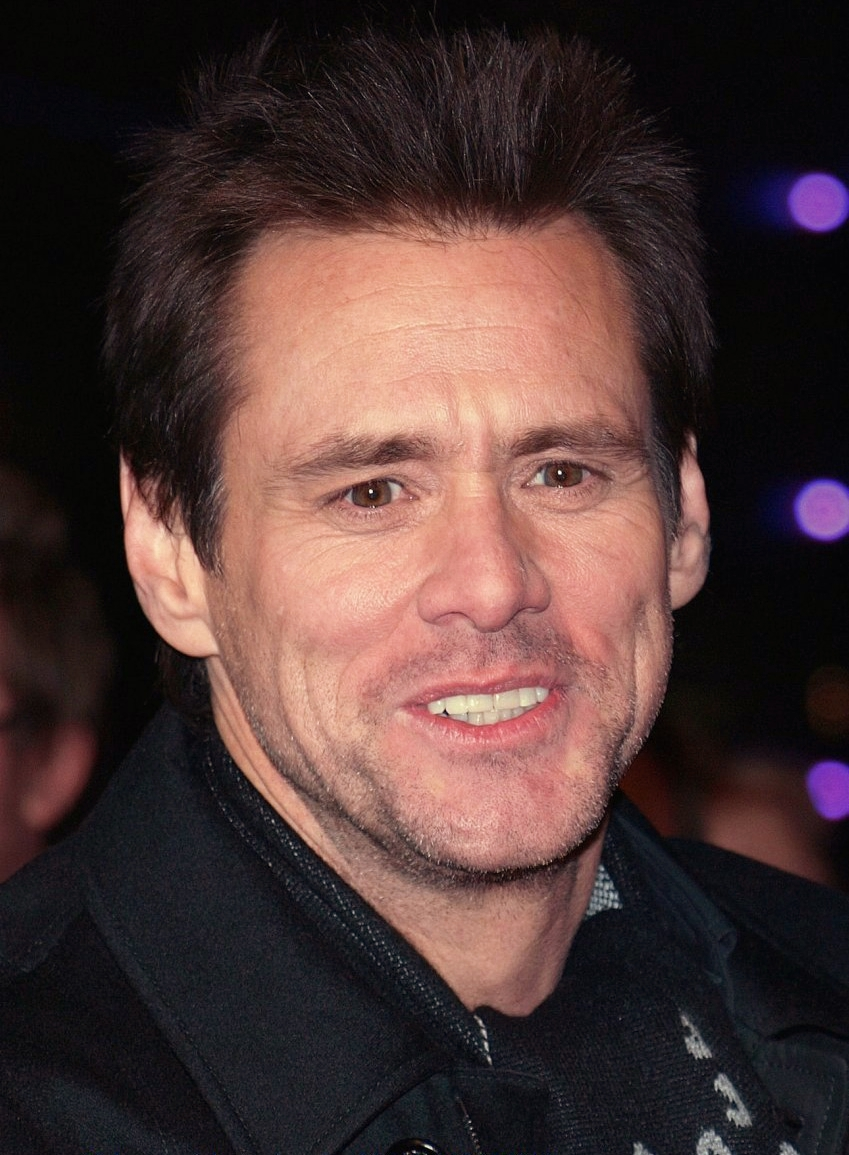
Jim Carrey bei der Premiere von Der Ja-Sager

Der Film wurde in Los Angeles, Ontario, Pasadena und Burbank in Kalifornien sowie Lincoln in Nebraska gedreht. Die Dreharbeiten begannen im Oktober 2007. Das Budget des Films wird auf 70 Millionen US-Dollar geschätzt. Er feierte seine Premiere am 9. Dezember 2008 in London. Am 13. Dezember 2008 wurde er bei der Lucia Movie Night in Schweden gezeigt. In den US-amerikanischen Kinos war er erstmals am 17. Dezember 2008 zu sehen und in der Schweiz lief er am 9. Januar 2009 an. In den deutschen Kinos war er ab dem 19. Februar 2009 zu sehen, in Österreich einen Tag später. Am Eröffnungswochenende spielte der Film an den US-amerikanischen Kinokassen mehr als 18,2 Millionen US-Dollar ein, insgesamt wurden in den USA knapp 97,7 Millionen US-Dollar eingenommen. Weltweit summierten sich die Einnahmen auf fast 229 Millionen US-Dollar.
Der Film basiert auf einem autobiografischen Buch von Danny Wallace, einem britischen Autor, Produzenten und Journalisten, der ein Jahr damit verbrachte, auf jede gestellte Frage oder Entscheidung mit „ja“ zu antworten und seine Erfahrungen aufzeichnete. Er ist mit einem Cameo-Auftritt während des Junggesellinnenabschieds an der Bar zu sehen. Ursprünglich war Jack Black für die Rolle des Carl Allen im Gespräch. Jim Carrey lehnte es ab, mit einem festen Betrag entlohnt zu werden und erhielt stattdessen 36,2 % des durch den Film erwirtschafteten Gewinns.
In der Szene, in der der Bungee-Sprung gezeigt wird, hat sich Jim Carrey nicht durch einen Stuntman doublen lassen, sondern ist selbst gesprungen. Es war sein erster Bungee-Sprung und er fand die Vorstellung schön, dass dieses Erlebnis im Film festgehalten wird. Der Regisseur Peyton Reed hat die Szene extra als Letztes gedreht, falls etwas schiefgegangen wäre. Den Bungeesprung überstand Carrey unverletzt, bei einem verhältnismäßig ungefährlichen Stunt hingegen brach er sich drei Rippen, als er in der Szene, in der er in einer Bar mit einer Kellnerin zusammenstößt, infolgedessen auf den Rücken fällt.
Auch Zooey Deschanel verzichtete auf ein Stuntdouble, jedoch nicht ganz freiwillig. Am Tag bevor sie das erste Mal mit einem Motorroller fahren sollte, stürzte ihr Stuntdouble und zog sich einen Bruch der Hüfte zu, weswegen Zooey Deschanel für die Aufnahmen selber fahren musste.
Eines der bekanntesten Filmplakate zeigt Jim Carrey beim Lauf durch eine Blumenwiese, obwohl Carrey dies während des Films in keiner Szene tut.

## Kritik
Die OÖN schrieb am 19. Februar 2009, dass der Film eine hübsche Komödie mit Klamauk und sehr wenig Tiefgang sei. Die Nähe des Titels zu Barack Obamas erfolgreichem Wahlslogan „Yes We Can“ war Konzept, aber diesem Anspruch würde der Film nur bedingt gerecht, da die Pointen zu durchsichtig seien und der Handlungsablauf zu absehbar.
Christina Krisch schrieb am 19. Februar 2009 in der Kronen-Zeitung, dass der Film mit viel Situationskomik und Wortwitz aufwarten würde und dem Regisseur zu verdanken sei, dass sich der Hauptakteur vom zwanghaft hysterischen Kino-Dauerblödler zum lebensbejahenden Komiker verwandle.

## Soundtrack
Mark Oliver Everett, Sänger der Rockband Eels, war als Komponist für den Film tätig. Dies erklärt zugleich, weswegen neun Musiktitel des Soundtracks des Films von den Eels stammen. Die anderen vier Musiktitel stammen von der fiktiven Band „Munchausen By Proxy“, in der Zooey Deschanel als Allison im Film als Sängerin auftritt.
Am 23. November 2008 wurde der Soundtrack zum Film bei Lakeshore Records veröffentlicht, der 13 Musiktitel enthält.
| Nr. | Titel                    | Interpret                                             | Dauer |
| --- | ------------------------ | ----------------------------------------------------- | ----- |
| 1.  | Man Up                   | Eels                                                  | 3:57  |
| 2.  | Bus Stop Boxer           | Eels                                                  | 3:44  |
| 3.  | To Lick Your Boots       | Eels                                                  | 3:29  |
| 4.  | The Good Old Days        | Eels                                                  | 3:03  |
| 5.  | The Sound Of Fear        | Eels                                                  | 3:33  |
| 6.  | Wooden Nickels           | Eels                                                  | 2:54  |
| 7.  | Flyswatter               | Eels                                                  | 3:18  |
| 8.  | Blinking Lights (For Me) | Eels                                                  | 1:59  |
| 9.  | Somebody Loves You       | Eels                                                  | 3:04  |
| 10. | Sweet Ballad             | Munchausen By Proxy (feat. Zooey Deschanel & Von Iva) | 2:53  |
| 11. | Uh-Huh                   | Munchausen By Proxy (feat. Zooey Deschanel & Von Iva) | 3:14  |
| 12. | Keystar                  | Munchausen By Proxy (feat. Zooey Deschanel & Von Iva) | 3:11  |
| 13. | Yes Man                  | Munchausen By Proxy (feat. Zooey Deschanel & Von Iva) | 3:11  |

Bei Carls Handyklingelton, der am Anfang des Filmes zu hören ist, sowie der Musik in Carls Motorradszene gegen Ende des Filmes handelt es sich um den Titel „Separate Ways (Worlds Apart)“ von der Band Journey. Während Carls morgendlichem Fitnessprogramm mit Allison ist das Lied „Helicopter“ von der Band Bloc Party zu hören.

## Nominierungen und Auszeichnungen
Hauptdarsteller Jim Carrey erhielt bei der Vergabe der MTV Movie Awards 2009 den Preis für die beste komödiantische Darstellung. Im selben Jahr wurde Lyle Workman beim BMI Film Music Award ausgezeichnet. Weiterhin wurden David Rubin und Richard Hicks von der Casting Society of America 2009 in der Kategorie „Outstanding Achievement in Casting – Big Budget Feature – Comedy“ nominiert. Bei den Nick Kids’ Choice Awards wurde Jim Carrey 2009 als Lieblingsdarsteller nominiert. Im selben Jahr wurde Jim Carrey bei den Teen Choice Awards in den Kategorien „Choice Movie Actor: Comedy“, „Choice Movie Hissy Fit“ sowie „Choice Movie Rockstar Moment“ nominiert, während der Film eine Nominierung in der Kategorie „Choice Movie: Comedy“ erhielt. Die Deutsche Film- und Medienbewertung FBW in Wiesbaden verlieh dem Film das Prädikat wertvoll.